# Estadio Gran Parque Central
Das Estadio Gran Parque Central, auch kurz Parque Central, ist ein Fußballstadion in der uruguayischen Hauptstadt Montevideo. Die Anlage, die am 25. Mai 1900 eröffnet wurde, war 1930 Bühne der ersten Spiels in der Geschichte der Fußball-Weltmeisterschaft. Bereits 1923 und 1924 fand hier die Südamerikameisterschaft im Fußball statt. War der Parque Central zunächst Heimstätte des Deutschen Fussball Klubs Montevideo, so ist dieser Tage der mehrfache Weltpokalsieger Nacional Montevideo hier ansässig.
Das Stadion befindet sich zwischen den Straßen Carlos Anaya, Jaime Cibils, General Urquiza und Comandante Braga im Viertel La Blanqueada. Nach einem 25 Mio. US-Dollar teuren Ausbau bietet das Stadion seit Oktober 2018 insgesamt 34.000 Zuschauerplätze.

## Geschichte
1900 wurde dem Deutschen Fussball Klub, im selben Jahr Gründungsmitglied des nationalen Fußballverbandes, von der deutschen Strassenbahngesellschaft Transátlantica ein Teil des Parque Central von Montevideo als Sportplatz zur Verfügung gestellt. Daneben lag ein sogenannter internationaler Platz, der beispielsweise von britischen Seeleuten während ihres Aufenthalts in Montevideo genutzt wurde, und aus dem sich später mit dem Einschluss des DFK-Geländes das Stadion von Nacional entwickelte.
Das Stadion wurde am 25. Mai 1900 mit einem Spiel zwischen dem Deutschen Fussball Klub und dem CURCC eingeweiht, dass die Mannschaft aus Peñarol mit 20 gewann.  zudem gab es ein spiel der im Hafen von Montevideo einliegenden englischen Kriegsschiffe "Flora", "Pegasus", "Basiluk" und "Swallow". Laut einer Chronik wurde vor den Spielen vor ein Mittagessen an, an dem das diplomatische Korps, der Polizeichef, Journalisten und führende Persönlichkeiten der Stadt als Gäste teilnahmen, angeboten. Die Einweihung wurde von den Musikbands von Don Bosco und dem englischen Kriegsschiff "Flora" belebt. Bei freiem eintritt sollen rund 7.000 Personen zur Eröffnung gekommen sein, ein Rekord für die damalige Zeit. Zwei Tage später, am 27. Mai, fand ein zweites Eröffnungsspiel statt, in dem sich Nacional und Deutscher gegenüberstanden. Dieses Spiel endete 1:1 und das erste Tor erzielte Spieler Ernesto Caprario, der auch der Gründer von Nacional war.
Auf der Sportanlage wurden 1923 und 1924 die Copa América ausgetragen, wo jeweils die Gastgeber Sieger wurden. Das Stadion war eine der drei Spielstätten der Fußball-Weltmeisterschaft 1930. Im Parque Central wurde, zeitgleich am 13. Juli um 15:00 Uhr mit der Partie Frankreich gegen Mexiko im Estadio Pocitos, das Spiel USA gegen Belgien (3:0), ausgetragen. Es waren die ersten Spiele in der Geschichte der Fußball-Weltmeisterschaften. Im Laufe der Zeit wurde die Spielstätte insgesamt drei Mal (1944, 1974 und 2005) renoviert. 
Das Stadion erlebte im Laufe seiner Geschichte jedoch nicht nur sportliche Höhepunkte, sondern war auch Schauplatz eines tragischen Ereignisses der uruguayischen Fußballgeschichte. So erschoss sich dort in der Nacht des 5. März 1918 der damalige Kapitän von Nacional, Abdón Porte, im Anstoßkreis. 
Es fanden auch Konzerte im Stadion statt. Dabei traten u. a. Elton John, Sheryl Crow, Erasure oder Kiss dort auf.

## Tribünen
Die vier Ränge sind nach Persönlichkeiten des Clubs benannt. José María Delgado (1884–1956) war Vereinspräsident und Atilio García (1914–1973), Héctor Scarone (1898–1967) sowie Abdón Porte (1880 oder 1893–1918) waren langjährige Spieler bei Nacional.
- Tribuna José María Delgado (Nord)
- Tribuna Atilio García (Süd)
- Tribuna Abdón Porte (West)
- Tribuna Héctor Scarone (Ost)

## Galerie

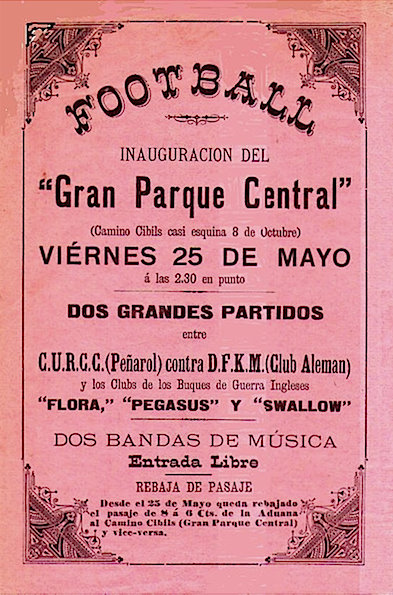
Werbung zur Eröffnung
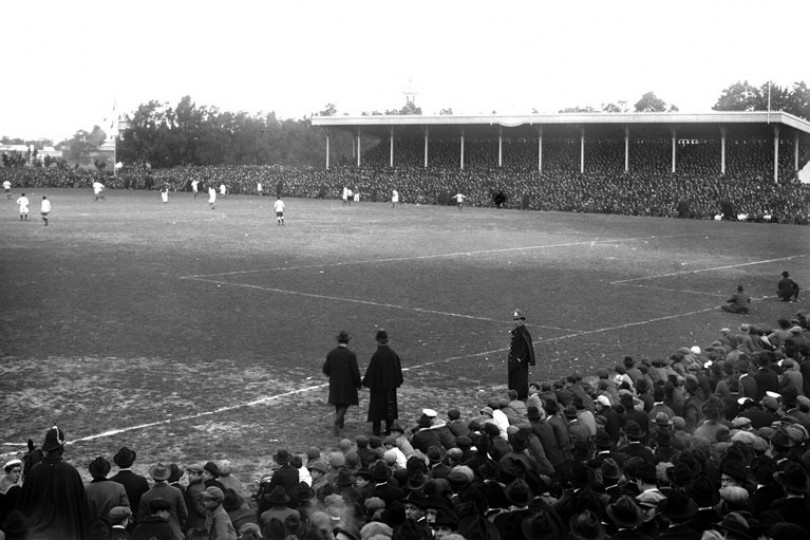
Eröffnung, 1900
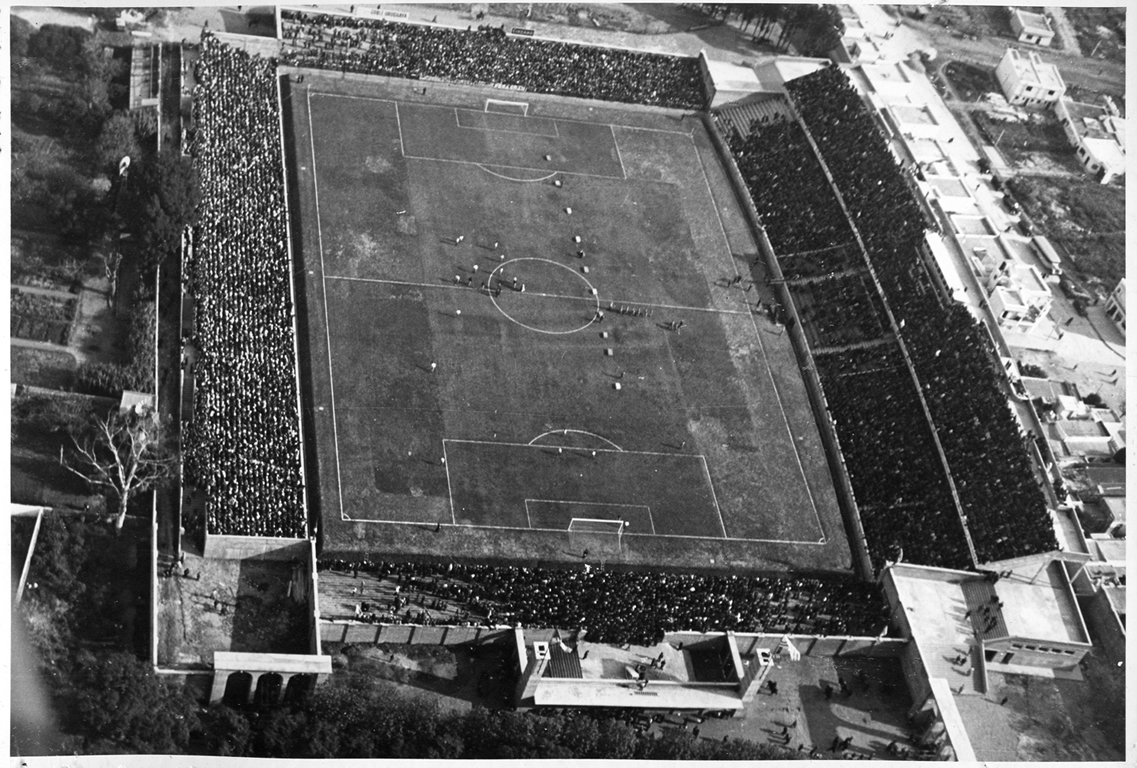
Luftbild, 1944

Stadion heute

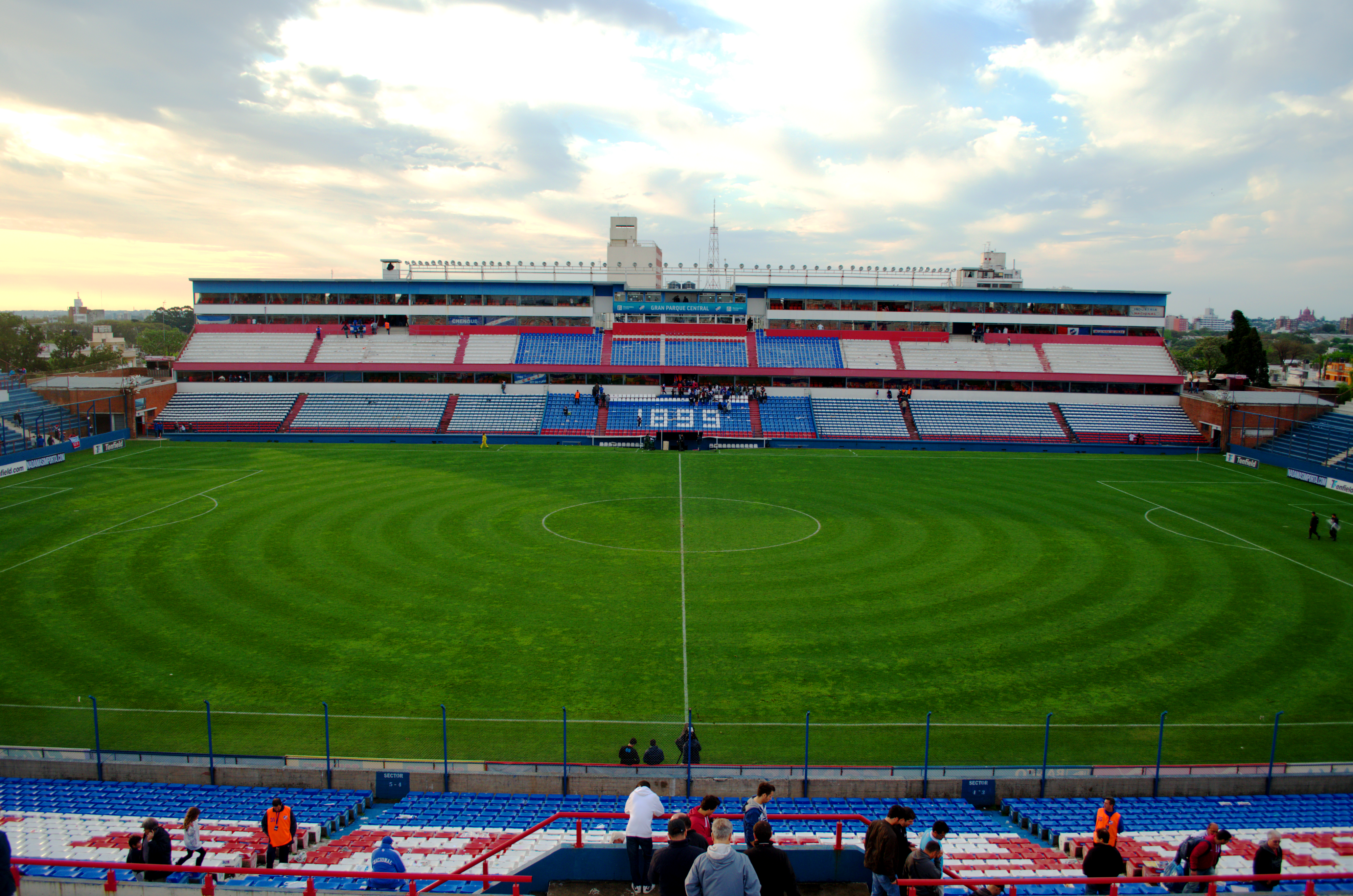
Blick auf die H (Oktober 2013)
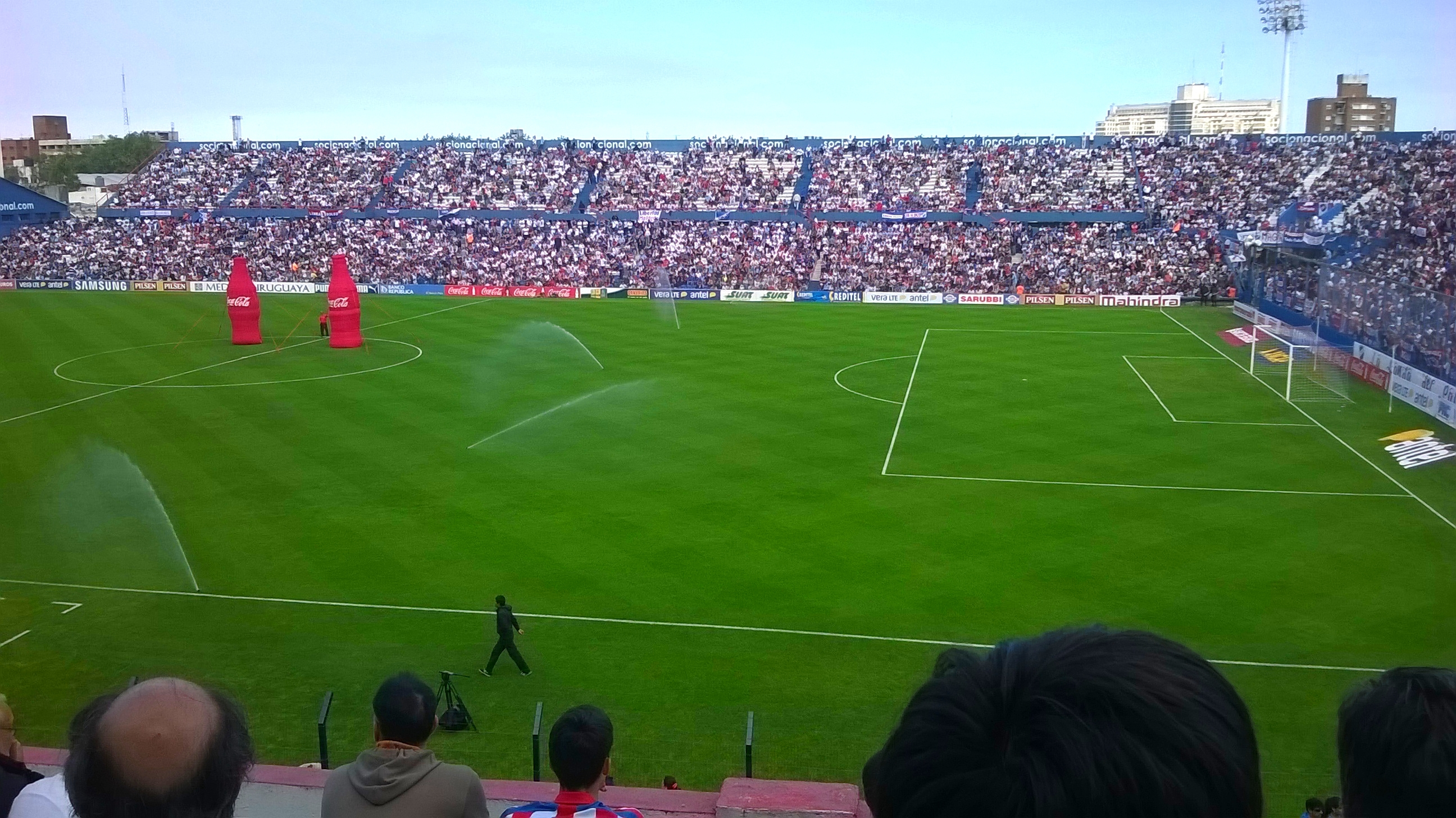
Die Gegentribüne (Oktober 2014)
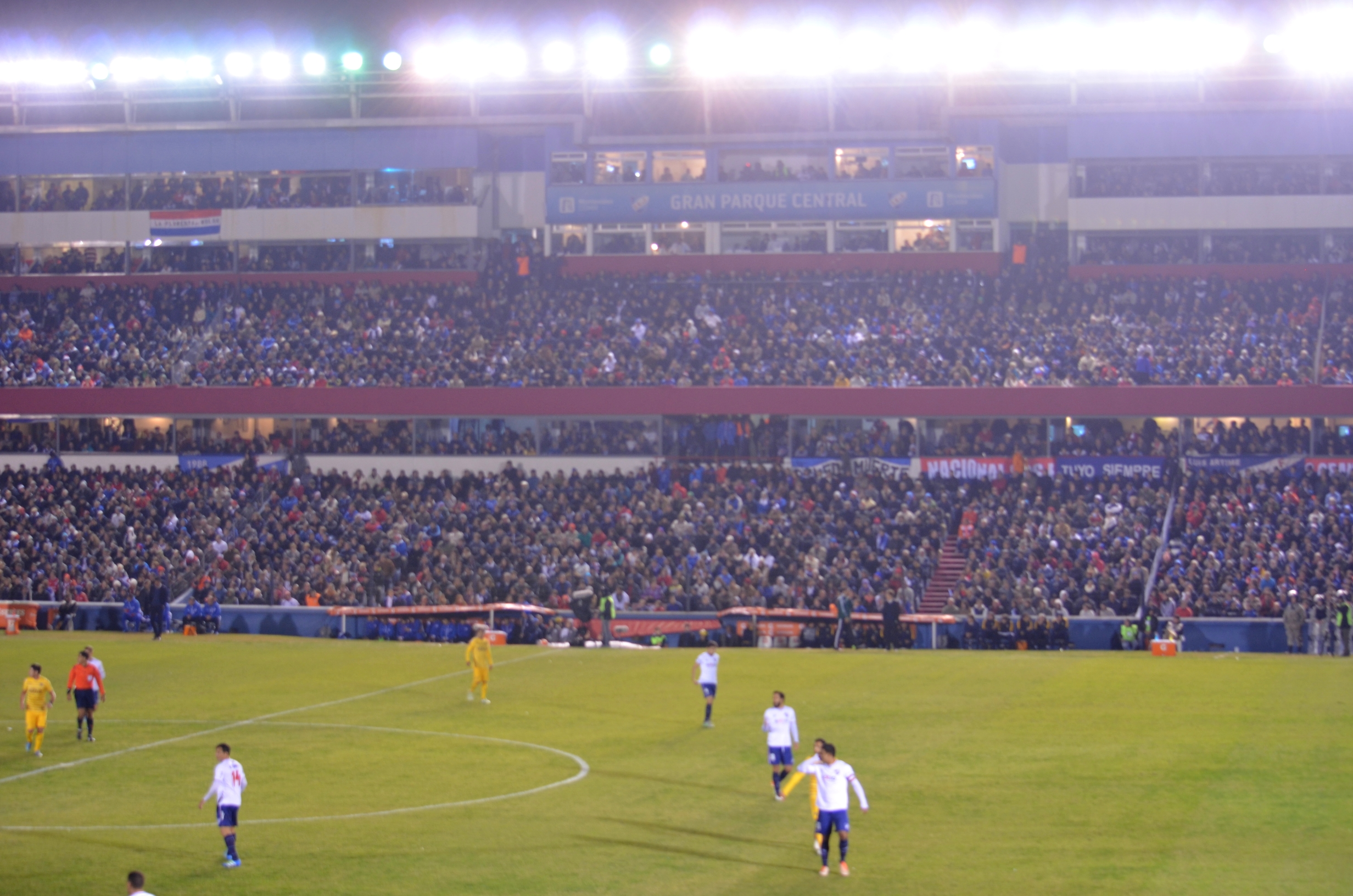
Viertelfinale der Copa Libertadores 2016 zwischen Nacional Montevideo und den Boca Juniors
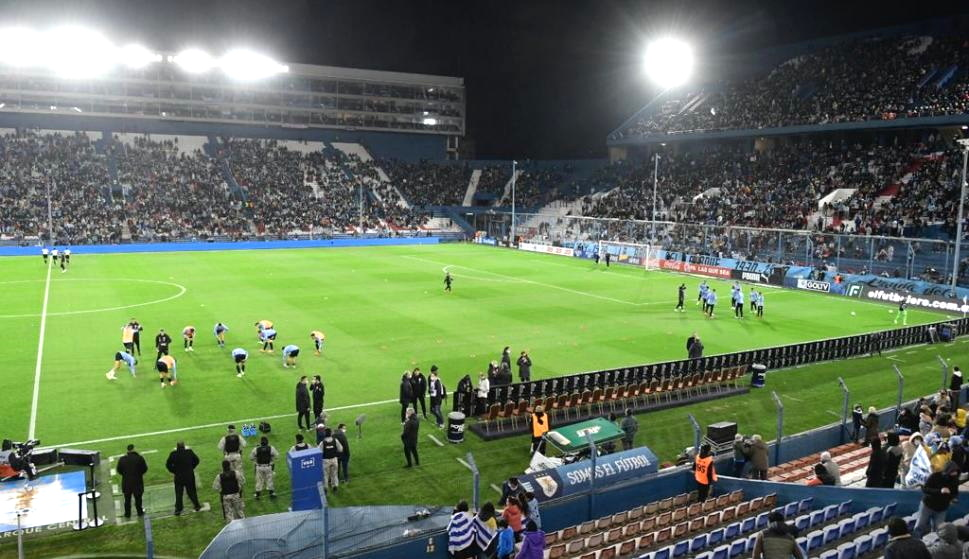
(Oktober 2021)
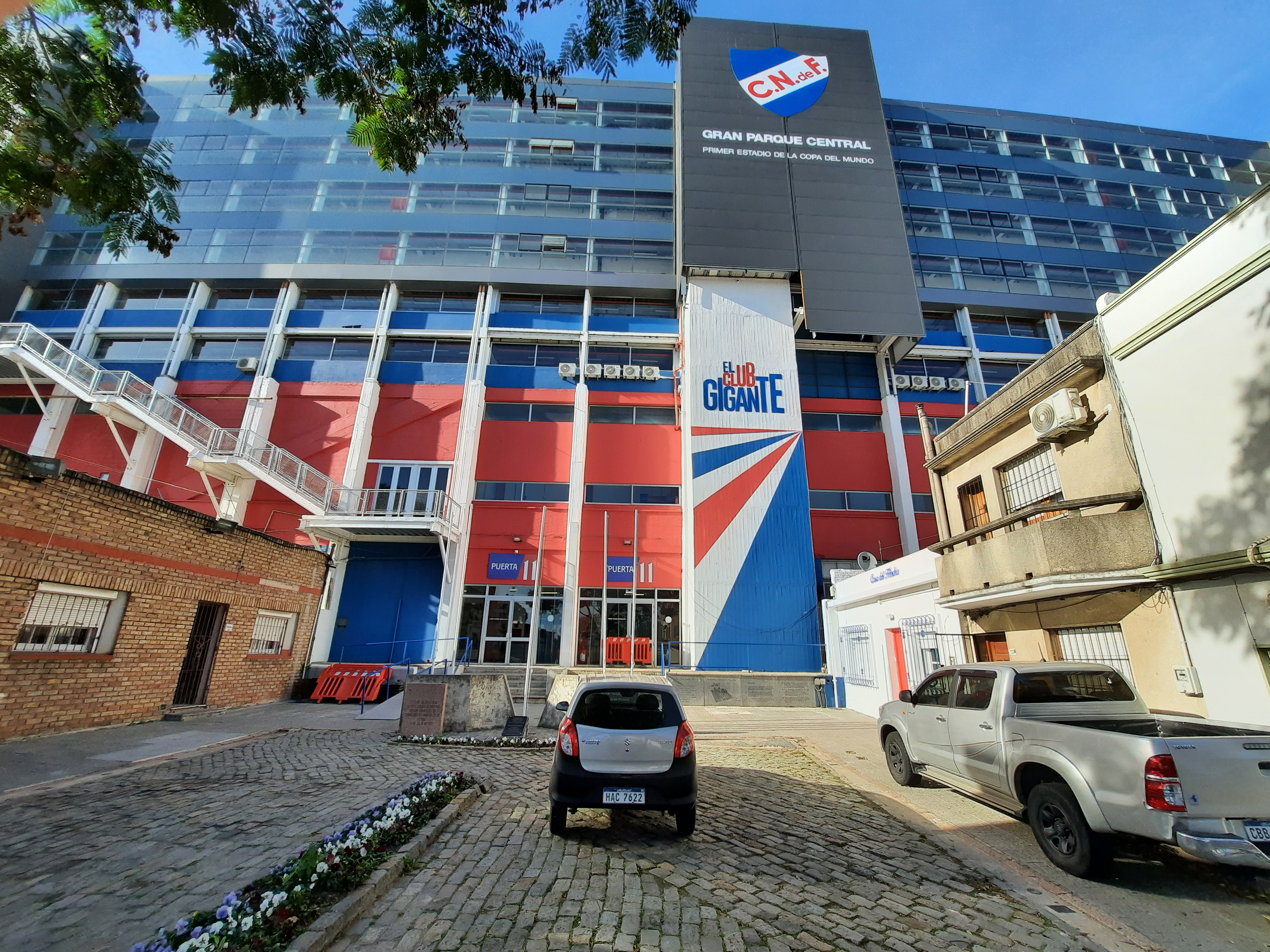
Die Fassade des Estadio Gran Parque Central (2022)

Gedenksteine

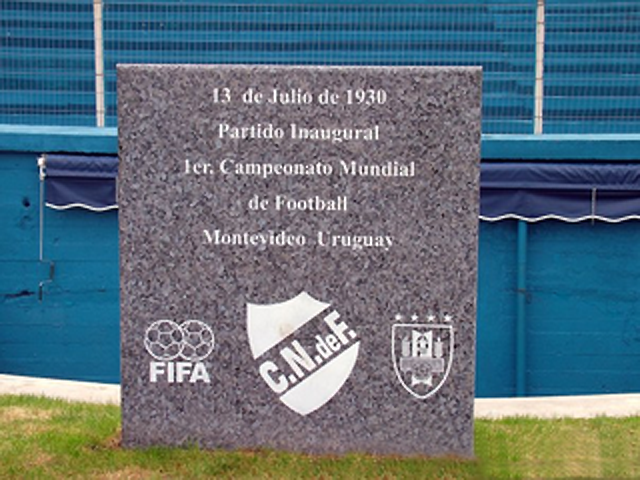
Erstes Spiel der WM-Geschichte
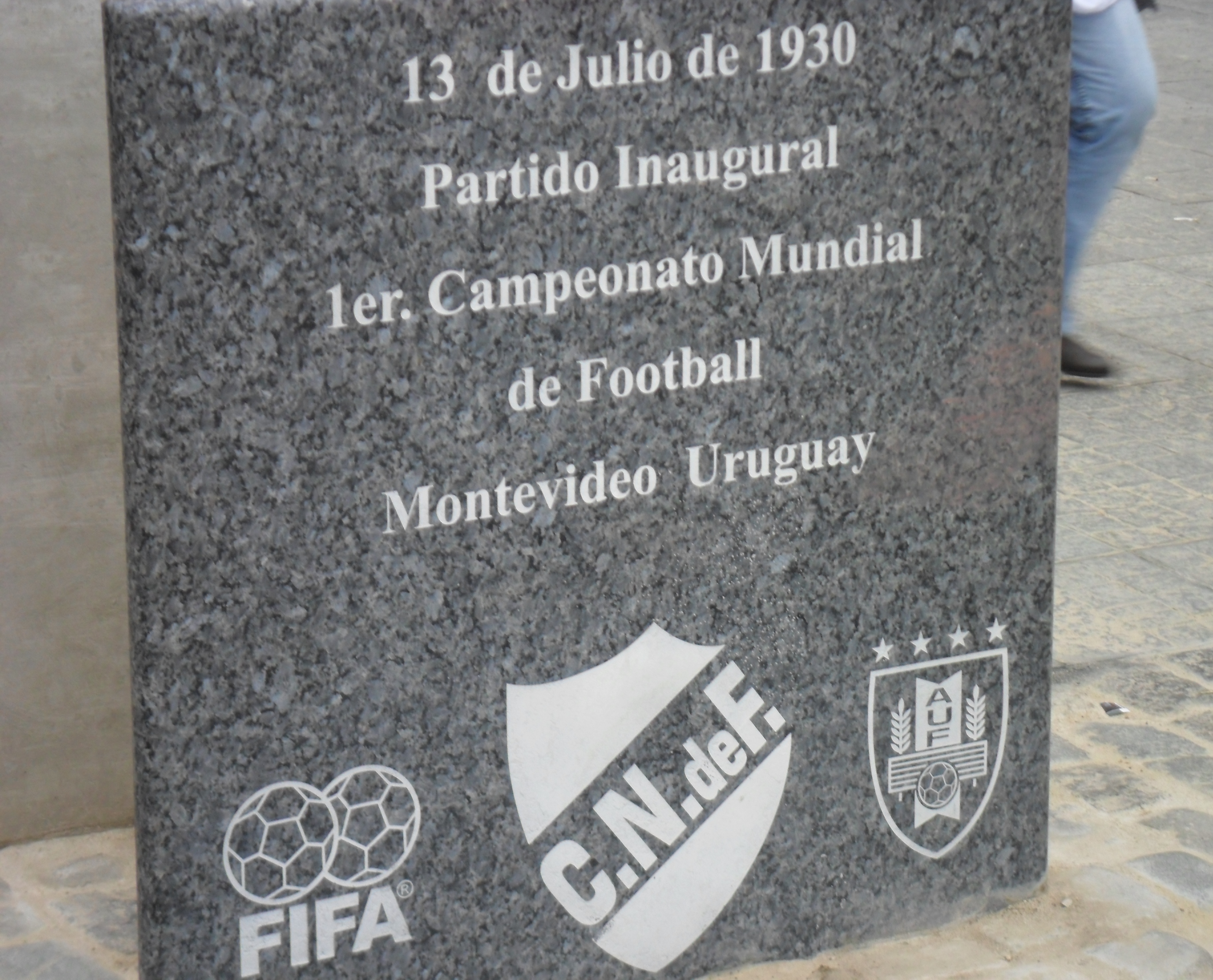
Nahaufnahme
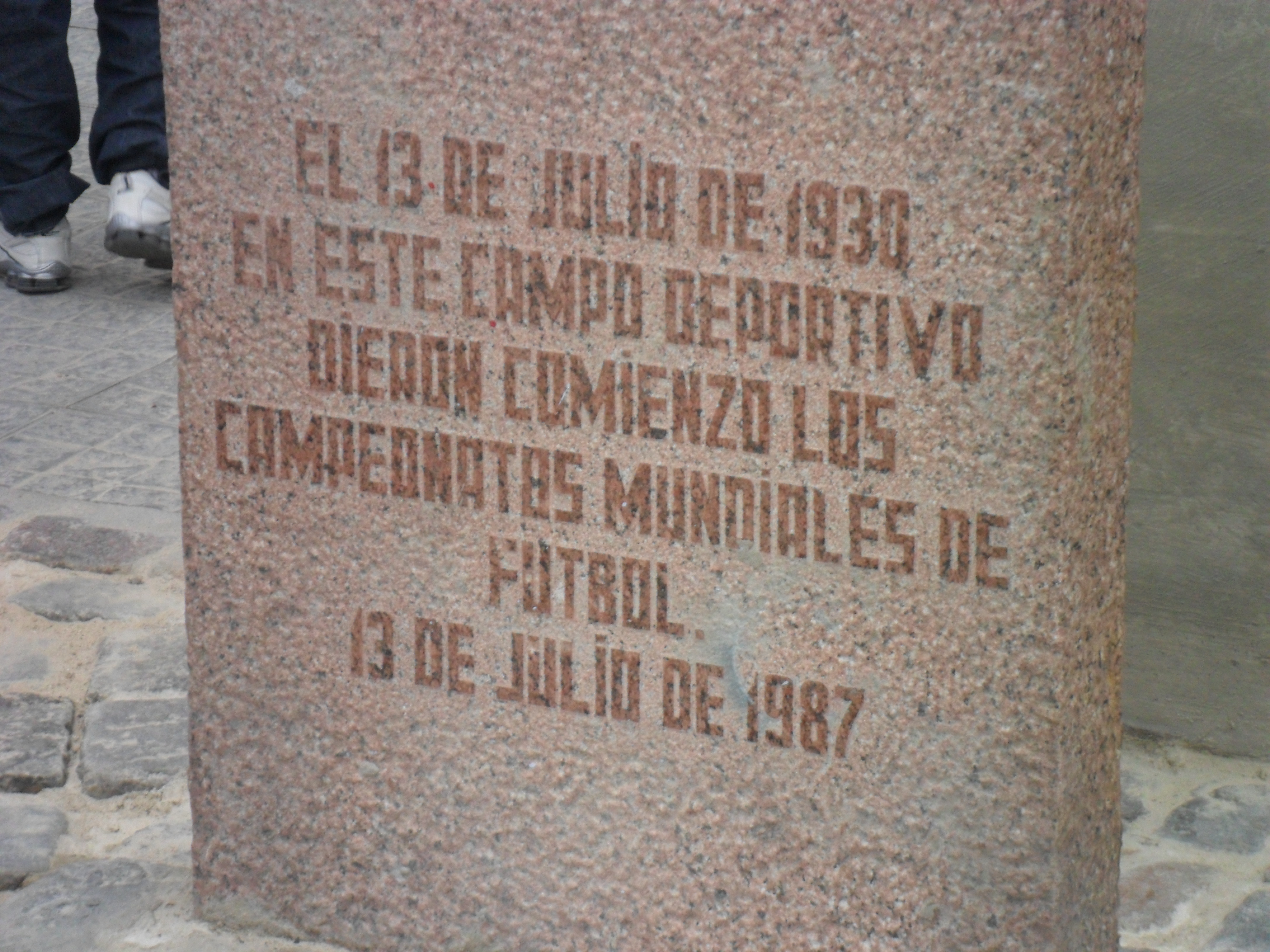
Noch einer (falls der andere geklaut wird)
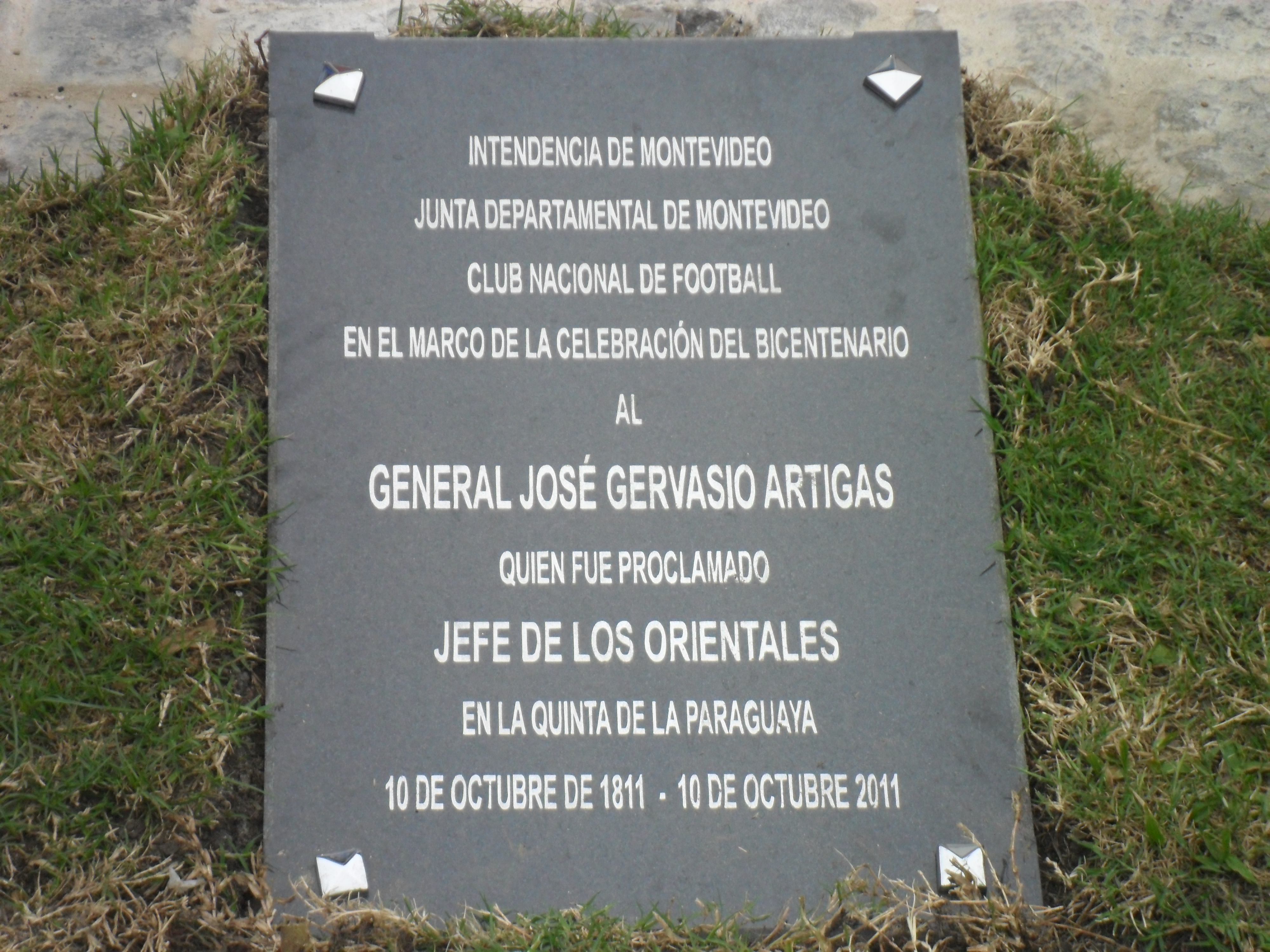
Erinnerung an eine Rede von General Artigas von 1811